# Jesús Losada
Jesús Losada Vaquero (Zamora, 1962), es un poeta y profesor universitario español.

## Trayectoria
Doctor en Literatura Contemporánea Hispano-Portuguesa por la USAL.
Licenciado en Filología Española y en Filología Italiana (Universidad de Salamanca) y en Teología por la Facultad Dominica de San Esteban.
Poeta, traductor y gestor cultural.
Ha sido profesor de español en universidades de Italia, Portugal, India, Costa Rica y República Dominicana, países donde ha vivido gran parte de su vida.
Director de los Cursos de la Universidad de Verano Hispano-Lusos, (2001-2018).
Es miembro correspondiente de la Academia de Ciencias (RD) en materia de lingüística.
Sus más de 15 obras de poesía han sido traducidas a diferentes idiomas, obteniendo importantes premios tanto nacionales como internacionales.
Actualmente, imparte clases de lengua castellana y literatura en el IES Maestro Haedo de Zamora, España.

## Obra
- Indulgencia plenaria. (Editorial Gramma, Madrid, 1992). Traducción en italiano. Indulgenza plenaria, Editora Universitaria di Venezia, Italia, 1994.
- Huerto cerrado del amor. Accésit Premio Adonáis. (Editorial Rialp, Madrid, 1995). Descarga on-line [1] Huerto-Cerrado-del-Amor Archivado el 30 de octubre de 2014 en Wayback Machine.. Traducción en portugués. Edições Quasi, Vila Nova de Famalição, Portugal, 2002.
- Novenario. (Tras Os Montes, Mogadouro , 1997). Edición bilingüe hispano-portuguesa.
- La noche del funambulista. Premio Provincia. (Instituto Leonés del Libro,  León, 1998). Descarga on-line La-Noche-del-Funambulista Archivado el 30 de octubre de 2014 en Wayback Machine.
- Tu rostro en el agua de otra manera. (Ediciones Independientes Capricornio, IEZ, Zamora-Altea, 2000).
- Hombre desnudo persignándose en azul/ Homen nu persignando-se em azul. (Edita Câmara da  Póvoa de Varzim , 2001). Álbum bilingüe, edição hispano-portuguesa.
- Cuaderno Atlántico. (Editorial Celya,  Salamanca, 2003). Descarga on-line Cuaderno-Atlántico Archivado el 30 de octubre de 2014 en Wayback Machine.
- Las tierras escondidas / The Hidden Lands. (Arunachal Pradesh, India, 2009).
- Mercados. (Colección Aedo, Salamanca, 2009).Marchés (Port Prince, Haití, 2018).
- Corazón frontera. Premio Internacional de Poesía 'San Juan de la Cruz'. (Colección Adonáis, Rialp, Madrid, 2010). Descarga on-line Corazon-Frontera Archivado el 30 de octubre de 2014 en Wayback Machine.[2]
- Al Berto "Itinerario lírico del miedo" (Obra poética, 1974-1997). Tesis Doctoral. (Editorial Celya, Toledo, 2012).[3]
- Homopoética comparada: Al Berto y Jaime Gil de Biedma. Colección de ensayo e investigación. (Editorial Celya, Toledo, 2013).
- Kala Acharya y Jesús Losada (editores), The cosmic elements in Religion, Philosophy, Art and Literature. Proceedings of the International Conference (Bombay, 2013), Mumbai, Somaiya Bharatiya Sanskriti Peetham.
- Los paréntesis imantados. (Editorial Celya, Salamanca, 2007). Traducido en inglés (The Magnetic Brackets, Edited by Jon Thompson, Parlor Press, USA, 2015).
- El peso de la oscuridad. Premio Internacional de Poesía “José Zorrilla” 2016.[4][5][6][7][8][9] (Editorial Algaida-Anaya, Sevilla, 2016).
- Negrura. (Editora Nacional. Colección Puentes. Ministerio de Cultura de República Dominicana, Santo Domingo, abril de 2018).
- Casi la vida entera. (Ediciones Hiperión, Madrid, 2020).[10][11][12][13][14][15]

## Ha traducido
- Il sentimento del tempo de Giuseppe Ungaretti, 1998
- Poemas de Orfeu Rebelde de Miguel Torga, 2000
- Últimos poemas venecianos de Mario Stefani, 2001
- Cubrirse a las hijas de valter hugo mãe, 2002
- Luminoso afogado y Canto do amigo morto de Al Berto, 2004
- 9 de 9 poetas portugueses de ahora Antología. Colección Aedo, 2008
- O último coração do sonho Poesía inédita de Al Berto, 2008
- Algures a Nordeste de A. M Píres Cabral, 2010
- Estampas desde una aldea nepalí de Raj Sharma Manjul, Celya, Salamanca, 2015
- Poemas de António Botto, Jerez de la Frontera, 2017
- A casa dos ceifeiros de Daniel Augusto Faria, Madrid, 2018.